# Невилл, Джордж, герцог Бедфорд
Джордж Невилл (англ. George Neville; 1461 — 4 мая 1483) — английский аристократ, 1-й и единственный герцог Бедфорд (в 1470—1478 годах), сын Джона Невилла, 1-го маркиза Монтегю. Некоторое время считался женихом дочери Эдуарда IV Елизаветы Йоркской. После гибели в 1471 году отца, выступившего против Йорков, не получил наследство и позже был лишён титула. Умер бездетным.

## Биография
Джордж Невилл был единственным сыном Джона Невилла, с 1464 года графа Нортумберленда, а с 1470 года — маркиза Монтегю. Его мать Изабелла Ингольдесторп была дочерью и единственной наследницей сэра Эдмунда Ингольдесторпа и Джоан Типтофт. Джордж принадлежал к одной из самых могущественных и богатых семей Англии и в перспективе должен был получить огромное наследство: владения отца, земли Ингольдесторпов, третью часть земель Типтофтов, принадлежавших его бездетному двоюродному деду Джону Типтофту, 1-му графу Вустеру, а также обширные владения дяди по отцу Ричарда Невилла, 16-го графа Уорик, не имевшего сыновей. Все эти земли давали в совокпуности примерно четыре тысячи фунтов годового дохода, что было сопоставимо с доходами крупнейшего магната Англии Джорджа Кларенса, младшего брата короля Эдуарда IV (4500 фунтов).
5 января 1470 года Джордж получил титул герцога Бедфорда, не использовавшийся с 1435 года, когда умер предыдущий его носитель — Джон Ланкастерский; таким образом король готовил Невилла к браку со своей старшей дочерью Елизаветой. Однако в том же году маркиз Монтегю и граф Уорик подняли мятеж и заключили союз с Ланкастерами. Год спустя они потерпели поражение и погибли. Против Невиллов не был издан ни один акт о конфискации земель и титулов, но Джордж не получил после них наследство. Парламентский акт 1475 года передал земли Невиллов на севере Англии Ричарду, герцогу Глостеру, ещё одному брату короля и мужу одной из дочерей Уорика. Джорджу досталась только доля в поместьях деда и бабки по материнской линии, сэра Эдмунда Ингольдесторпа и Джоан Типтофт. В 1478 году, незадолго до своего совершеннолетия, он был лишён герцогского титула согласно специальному акту парламента. Официальной причиной стало отсутствие у Невилла средств на поддержание герцогского достоинства. Вскоре этот титул был присвоен юному принцу Джорджу, третьему сыну Эдуарда IV.
Джордж Невилл умер 4 мая 1483 года холостым и бездетным. Его похоронили в Шериф-Хаттоне в Йоркшире.